# 柴橋村 (新潟県)
柴橋村（しばはしむら）は、かつて新潟県北蒲原郡にあった村。

## 沿革
- 1889年（明治22年）4月1日 - 町村制施行に伴い柴橋村、鷹巣村、新館村、西河内村、東河内村、大塚村、草野村、八田村、寅田新村新田、小船戸村、船戸村、上長橋村、下長橋村、関沢村、飯角村、半山村の区域を以って北蒲原郡柴橋村が発足。
- 1901年（明治34年）11月1日 - 中条町・本条村と合併し、改めて中条町が発足。同日柴橋村廃止。